# Государственное политическое управление при НКВД РСФСР

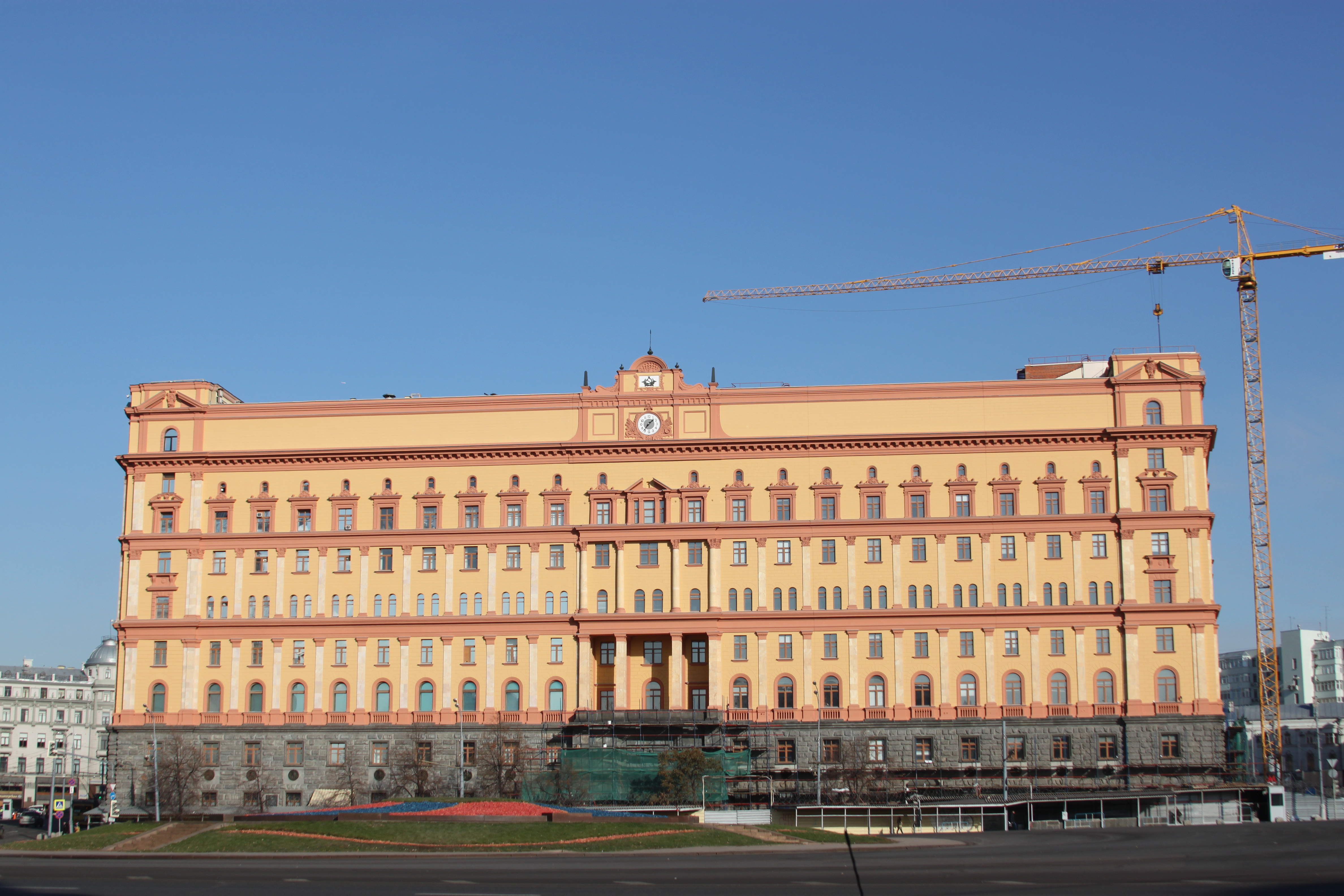
Здание ГПУ. Современный вид после реконструкций 1940-х (при Щусеве) и 1980-х годов

Госуда́рственное полити́ческое управле́ние (ГПУ) при НКВД РСФСР — орган государственной безопасности в РСФСР. Спецслужба учреждена 6 февраля 1922 года по предложению В. И. Ленина IX съезду Советов постановлением ВЦИК об упразднении ВЧК с передачей полномочий ГПУ при Народном комиссариате внутренних дел РСФСР.
Функции по наблюдению за «социалистической законностью», ранее выполнявшиеся ВЧК, были возложены на Наркомат юстиции РСФСР, при котором 28 мая 1922 года была учреждена Прокуратура постановлением ВЦИК «Положение о Прокурорском надзоре».
15 ноября 1923 года ГПУ было преобразовано в ОГПУ при СНК СССР уже на союзном уровне.

## Структура ГПУ
Высшим административным органом ГПУ являлась Коллегия при председателе ГПУ, приказы которой были обязательны для исполнения всеми подразделениями, включая территориальные.
Весь период, когда главная спецслужба РСФСР именовалась ГПУ, во главе её находился Ф. Э. Дзержинский, ранее руководивший ВЧК, а впоследствии — ОГПУ.
Состав коллегии ГПУ на конец 1922 года:
- Нарком внутренних дел, Председатель ГПУ Ф. Э. Дзержинский
- Заместитель председателя ГПУ И. С. Уншлихт
- Начальник Московского губотдела ГПУ Ф. Д. Медведь.
- Начальник Петроградского губотдела ГПУ С. А. Мессинг
- Начальник Секретно-оперативного управления В. Р. Менжинский
- Начальник Особого отдела Г. Г. Ягода
- Начальник Специального отдела Г. И. Бокий
- Начальник Восточного отдела Я. X. Петерс

Для решения задач согласно Положению о НКВД СССР и постановлениям ЦИК при центральном ГПУ создаются:
- Территориальные губернские отделы ГПУ при Губисполкомах
- Областные отделы ГПУ при ЦИК автономных республик и областей
- Особые отделы фронтов, военных округов и армий
- Особые отделения дивизий и охраны границ
- Транспортные отделы ГПУ на железнодорожных и водных путях сообщения
- Полномочные представительства ГПУ для объединения, руководства и координации работы местных органов ГПУ на окраинах и в автономных республиках и областях.
- Юридический отдел ГПУ (с 22 марта 1922) для контроля за законностью в ГПУ

С 1 декабря 1922 года центральный аппарат имеет следующую структуру:
- Административно-организационное управление (начальником являлся Воронцов И. А.), в функцию которого входит формирование структуры ГПУ, кадровая работа, контроль за деятельностью территориальных и местных органов ГПУ.
- Секретно-оперативное управление УСО (под руководством Менжинского В. Р.), имеющее 10 отделов:
  - Секретный отдел СО (начальник — Т. П. Самсонов) по борьбе с антисоветской деятельностью отдельных лиц, партий, организаций, структур. Имел восемь отделений:
    - первое — по борьбе с анархистами
    - второе — по борьбе с меньшевиками и бундовцами
    - третье — по борьбе с эсерами и крестьянами-антисоветчиками
    - четвёртое — по борьбе с бывшими белогвардейцами, жандармами, карателями, тюремщиками, антисоветскими еврейскими группами и партиями
    - пятое — по борьбе с правыми партиями и антисоветски настроенной интеллигенцией и молодёжью
    - шестое — по борьбе с православной церковью, конфессиями и сектами
    - седьмое — по борьбе с закавказскими национальными партиями и меньшевиками
    - восьмое — по борьбе с бывшими членами ВКП(б), нелегальными партиями и протестными акциями рабочих и безработных

  - Особый отдел ОО (начальник — Г. Г. Ягода), задачей которого была осведомительно-информационная работа в Красной Армии.
  - Контрразведывательный отдел КРО (во главе — Артузов А. Х.), задачей которого была борьба с иностранной разведкой, разведкой политических антисоветских партий, белогвардейцев, диверсантов и шпионов внутри государства и за рубежом.
  - Иностранный отдел ИНО (начальник — Трилиссер М. А.), организовывавший разведывательную деятельность в ряде стран.
  - Восточный отдел (начальник — Петерс Я. Х.) для борьбы с контрреволюцией в регионах государства.
  - Транспортный отдел (начальник — Благонравов Г. И.) для организации контрразведки на транспорте (главным образом железная дорога и водный транспорт)
  - Оперативный отдел ОПЕРОД (начальник — Паукер К. В., ранее — Сурта И. З.) для проведения непосредственной разведки, ликвидации, ареста и обысков, борьбы с бандитизмом.
  - Информационный отдел (начальник — Ашмарин В. Ф.) для политического и экономического информирования населения.
  - Отдел политического контроля (цензуры), начальник — Сурта И. З., ранее — Этингоф Б. Е. для контроля за цензурой и охраной государственной тайны в СМИ и среди населения.
  - Отдел центральной регистратуры (начальник — Шанин А. М., ранее — Роцен Я. П.) для учёта неблагонадёжного населения и ведения статистики.
- Экономическое управление ЭКУ (начальник — Кацнельсон З. Б., с 1925 г. — Миронов (Каган) Л. Г.) для ликвидации шпионажа, контрреволюции и диверсий в сфере экономики.
- Главная инспекция войск для контроля за войсковыми частями и управления частями Красной Армии.
- Отдел шифрования — для обеспечения безопасности связи
- Специальный отдел — для ведения радиоразведки, контроля за системами шифрования в государстве.
- Юридический отдел (руководитель — Фельдман В. Д.) — для контроля за правомерностью действий подразделений и сотрудников ГПУ, подготовки предложений и законопроектов, ведения судебных дел.
- Отдел пограничной охраны — для охраны границ государства.

Численность центрального аппарата составляла более 2200 человек.
Надзор за деятельностью ГПУ был уполномочен осуществлять Народный комиссариат юстиции РСФСР.

## Полномочия ГПУ
С марта 1923 по 20 апреля 1928 ГПУ, а затем ОГПУ, участвовало в комиссиях по рассмотрению и утверждению уставов обществ и союзов (объединений), не преследующих целей извлечения прибыли (согласно материалам ЦГАОР СССР, ф. 393, оп. 39, д. 25б, лл. 39—43 об.).
В 1923—1924 годах ГПУ, а затем ОГПУ, фактически руководило Центральной аттестационной комиссией по единовременной аттестации личного состава милиции (согласно материалам ЦГАОР СССР, ф. 393, оп. 39, д. 27, л. 247.).
ГПУ являлось центральным управлением, осуществляющим деятельность на территории всей республики, на местах были созданы подчинённые органы безопасности.
ГПУ осуществляло контроль за политическими отделами при ЦИК автономных республик и областей.
В подчинении ГПУ находились особые части войск, необходимые для подавления контрреволюционных выступлений и бандитизма.

## Задачи ГПУ

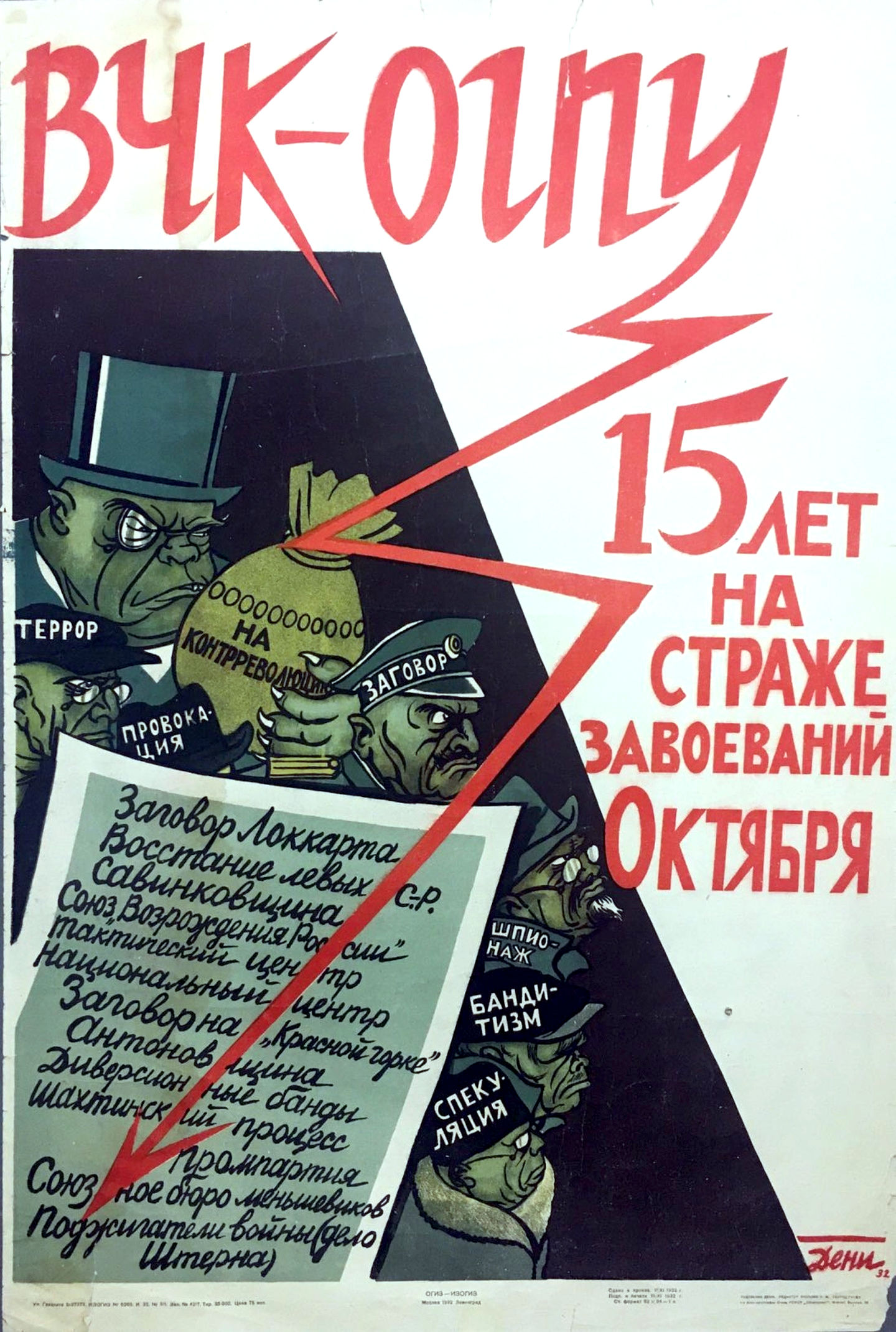
ВЧК-ОГПУ на страже революции. Плакат РСФСР, 1932

Согласно «Положению о НКВД РСФСР», перед ГПУ были поставлены следующие задачи:

- подавление открытых контрреволюционных выступлений, в том числе бандитизма;
- принятие мер охраны и борьбы со шпионажем;
- политическая охрана границ РСФСР;
- борьба с контрабандой и переходом границ республики без соответствующих разрешений;
- охрана железнодорожных и водных путей сообщения;
- выполнение специальных поручений Президиума ВЦИК или СНК по охране революционного порядка.

В свою очередь, «Положение о Государственном политическом управлении», утверждённое ВЦИК ставит перед ГПУ следующие задачи:

- предупреждение и подавление открытых контрреволюционных выступлений, как политических, так и экономических
- раскрытие контрреволюционных организаций и лиц, деятельность которых направлена к подрыву хозяйственных органов республики.

## Механизм решения поставленных задач
Согласно «Положению о Государственном политическом управлении», принятом ВЦИК СССР, средствами к осуществлению задач являлись:

- сбор и сообщение подлежащим государственным учреждениям всех сведений, интересующих их с точки зрения борьбы с контрреволюцией, как в области политической, так и экономической;
- агентурное наблюдение за преступным или подозрительными лицами, группами и организациями на территории РСФСР и за границей;
- выдача разрешений на выезд за границу и въезд в РСФСР иностранных и советских граждан;
- высылка из пределов РСФСР неблагонамеренных иностранных граждан;
- просмотр почтово-телеграфной и иной корреспонденции, как внутренней, так и заграничной;
- производство в целях розыска с соблюдением правил и порядка, установления статей 7 декрета ВЦИК от 6 февраля 1922 года, арестов, обысков, выемок, истребование справок, сведений и выписок из деловых бумаг, отчётов и докладов;
- подавление при помощи войск ГПУ вооружённых контрреволюционных и бандитских выступлений;
- производство дознания и направление дел о раскрытых преступных деяниях для слушания в судебные органы с соблюдением статьи 7 Декрета ВЦИК от 6 февраля;
- регистрация уличённых и заподозренных в преступных деяниях лиц и их дел: регистрация неблагонадежного, административного и руководящего персонала в государственных учреждениях промышленных предприятий, командного и административно-хозяйственного состава Красной Армии.

Несмотря на то что с 1923 года по 1934 год ведомство называлось ОГПУ (при Совнаркоме СССР), термин ГПУ остался в названиях местных органов ГПУ. Название «ГПУ» (а не «ОГПУ») и в дальнейшем, в 1920-е годы и в первой половине 1930-х годов, употреблялось в разговорной речи, в художественной литературе («Роковые яйца» М. Булгакова, «Двенадцать стульев» Ильфа и Петрова, «Зависть» Олеши, «Как закалялась сталь» Н. Островского, «День стоял о пяти головах» О. Мандельштама и другие произведения).